# Gay (Michigan)
Gay es una área no incorporada en el condado de Keweenaw en el estado estadounidense de Michigan. Se encuentra a 12 millas del lago Linden en la isla Copper, en el extremo occidental de la península superior. El gobierno local es proporcionado por Sherman Township.

## Historia
La ciudad recibió su nombre en honor a Joseph E. Gay, uno de los fundadores de las compañías Mohawk Mining Company y Wolverine. Gay había explorado la península de Keweenaw en busca de zonas donde la minería y la molienda pudieran ser viables. Esto tuvo éxito en 1896 cuando Gay aprovechó el descubrimiento de cobre hecho por un leñador llamado Ernest Koch y estableció la mina Mohawk en la cercana localidad de Mohawk para aprovechar la situación.
Con la necesidad de mejorar su producción de cobre, la Mohawk Mining Company construyó el molino de sellos de la Mohawk Mining Company en Gay en 1898. El molino procesaba cobre de la Mohawk Mining Company y de la Wolverine Mining Company. La arena residual del proceso de estampado fue vertida al Lago Superior, aumentando considerablemente la superficie de la ciudad. El molino cerró en 1922, quedando únicamente la gran chimenea y las ruinas.
En su apogeo, Gay tenía 1.500 residentes en 117 casas. Estos residentes trabajaban en la oficina de la ciudad, en el almacén, en la herrería, en el muelle, en la estación de bombas y en la fábrica de estampado de cobre. Los niños asistían a la escuela de 250 estudiantes de la ciudad. Sin embargo, la ciudad comenzó a decaer después del cierre de la fábrica de estampación en 1922. 11 años después, en 1933, la Mohawk Mining Company cesó sus operaciones en la zona. La ciudad siguió luchando y finalmente perdió su última industria, la tala de árboles, en 1965, cuando los ferrocarriles abandonaron la región.

## Restauración de Stamp Sands
A partir de 2019, la EPA ha proporcionado 3,7 millones de dólares al Cuerpo de Ingenieros del Ejército de los Estados Unidos para comenzar a dragar las arenas subterráneas. Esto se está haciendo en un intento de restaurar las zonas de desove de los peces, así como proteger el arrecife Buffalo en el lago Superior.